# Lorcy
Lorcy és un municipi francès, situat al departament del Loiret i a la regió de Centre – Vall del Loira. L'any 2007 tenia 560 habitants.

## Demografia

### Població
El 2007 la població de fet de Lorcy era de 560 persones. Hi havia 228 famílies, de les quals 72 eren unipersonals (36 homes vivint sols i 36 dones vivint soles), 76 parelles sense fills, 60 parelles amb fills i 20 famílies monoparentals amb fills.
La població ha evolucionat segons el següent gràfic:
Habitants censats

### Habitatges
El 2007 hi havia 287 habitatges, 230 eren l'habitatge principal de la família, 35 eren segones residències i 21 estaven desocupats. 272 eren cases i 13 eren apartaments. Dels 230 habitatges principals, 184 estaven ocupats pels seus propietaris, 41 estaven llogats i ocupats pels llogaters i 5 estaven cedits a títol gratuït; 1 tenia una cambra, 19 en tenien dues, 63 en tenien tres, 59 en tenien quatre i 88 en tenien cinc o més. 188 habitatges disposaven pel capbaix d'una plaça de pàrquing. A 112 habitatges hi havia un automòbil i a 97 n'hi havia dos o més.

### Piràmide de població
La piràmide de població per edats i sexe el 2009 era:
| Homes | Edats   | Dones |
| ----- | ------- | ----- |
| 0     | 95 o +  | 4     |
| 0     | 90 a 94 | 4     |
| 8     | 85 a 89 | 8     |
| 8     | 80 a 84 | 8     |
| 8     | 75 a 79 | 16    |
| 16    | 70 a 74 | 20    |
| 20    | 65 a 69 | 16    |
| 4     | 60 a 64 | 20    |
| 12    | 55 a 59 | 8     |
| 16    | 50 a 54 | 24    |
| 20    | 45 a 49 | 4     |
| 28    | 40 a 44 | 20    |
| 8     | 35 a 39 | 20    |
| 12    | 30 a 34 | 12    |
| 16    | 25 a 29 | 16    |
| 8     | 20 a 24 | 12    |
| 24    | 15 a 19 | 4     |
| 20    | 10 a 14 | 8     |
| 12    | 5 a 9   | 16    |
| 8     | 0 a 4   | 12    |

## Economia
El 2007 la població en edat de treballar era de 313 persones, 246 eren actives i 67 eren inactives. De les 246 persones actives 211 estaven ocupades (119 homes i 92 dones) i 35 estaven aturades (12 homes i 23 dones). De les 67 persones inactives 26 estaven jubilades, 13 estaven estudiant i 28 estaven classificades com a «altres inactius».

### Ingressos
El 2009 a Lorcy hi havia 231 unitats fiscals que integraven 542 persones, la mediana anual d'ingressos fiscals per persona era de 17.655,5 €.

### Activitats econòmiques
Dels 19 establiments que hi havia el 2007, 1 era d'una empresa extractiva, 1 d'una empresa de fabricació d'altres productes industrials, 6 d'empreses de construcció, 1 d'una empresa de comerç i reparació d'automòbils, 1 d'una empresa de transport, 4 d'empreses d'hostatgeria i restauració, 1 d'una empresa immobiliària, 2 d'empreses de serveis, 1 d'una entitat de l'administració pública i 1 d'una empresa classificada com a «altres activitats de serveis».
Dels 8 establiments de servei als particulars que hi havia el 2009, 4 eren guixaires pintors, 1 electricista, 1 perruqueria i 2 restaurants.
L'únic establiment comercial que hi havia el 2009 era una adrogueria.
L'any 2000 a Lorcy hi havia 18 explotacions agrícoles que ocupaven un total de 1.335 hectàrees.

## Equipaments sanitaris i escolars
El 2009 hi havia una escola maternal integrada dins d'un grup escolar amb les comunes properes formant una escola dispersa.

## Poblacions més properes
El següent diagrama mostra les poblacions més properes.